# Gut am Steg (Herrschaft)
Die Herrschaft Gut am Steg war eine Grundherrschaft im Viertel ober dem Manhartsberg im Erzherzogtum Österreich unter der Enns, dem heutigen Niederösterreich.

## Ausdehnung
Die Herrschaft umfasste zuletzt die Ortsobrigkeit über Gut am Steg, Benking, Grub, Mitterndorf und Oberndorf. Der Sitz der Verwaltung befand sich in Spitz.

## Geschichte
Letzter Inhaber der Fideikommissherrschaft war Heinrich Graf von Starhemberg, bevor infolge der Reformen 1848/1849 die Herrschaft aufgelöst wurde.